# Neujahrsblatt der Gesellschaft zu Fraumünster
Die Gesellschaft zu Fraumünster in Zürich gibt seit 2007 ein Neujahrsblatt heraus, welches der im Vorjahr anlässlich des Sechseläutens geehrten Frau gewidmet ist. Sie hat damit an der Tradition der Neujahrsblätter in Zürich angeknüpft, die seit dem Mittelalter am 2. Januar, dem Berchtoldstag, herausgegeben werden.

## Geschichte der Neujahrsblätter
Es war seit dem Mittelalter üblich, dass die Gesellschafter einer Trinkstube bei Jahresanfang zur Beheizung ihres Lokals beitrugen, indem sie Holz oder Reisigbündel mitbrachten oder einen Geldbetrag an die Heizkosten leisteten. Diese Beiträge nannte man Stubenhitzen. Ursprünglich überbrachten Kinder die Stubenhitzen, sie wurden dafür mit Getränken oder Süssigkeiten belohnt.
Seit 1645 – den Anfang machte die Burgerbibliothek, die sich damals in der Wasserkirche befand – werden am Berchtoldstag Neujahrsstücke oder Neujahrsblätter abgegeben. Zu Anfang waren dies Kupferstiche, die bald auch pädagogisch ausgerichtete Texte an die Jugend enthielten.
Der Neujahrsblatt-Brauch hat sich bis heute erhalten. Die Ausrichtung auf Kinder und Heranwachsende ist jedoch verschwunden und die Neujahrsblätter haben sich zum Teil zu umfangreichen wissenschaftlichen Abhandlungen ausgewachsen. Die zum Berchtoldstag herausgebrachten Publikationen bilden eine Fundgrube zu Geschichte, Kunst, Musik, Naturwissenschaft, Medizin, Militärwesen usw. Schwerpunkt der Darstellungen in Bild und Text ist die Kulturgeschichte Zürichs geblieben.
Die Neujahrsblätter werden am Berchtoldstag an den folgenden Orten verkauft:
- Zentralbibliothek Zürich, Zähringerplatz 6 (Antiquarische Gesellschaft in Zürich, Naturforschende Gesellschaft in Zürich)
- Zunfthaus zur Meisen, Feuerwerker-Gesellschaft
- Haus zum Lindentor (Hirschengraben 7), Hülfsgesellschaft
- Zunfthaus am Neumarkt, Stadtzürcher Heimatschutz
- Wasserkirche, ehemalige Burgerbibliothek, Gesellschaft zu Fraumünster

## Neujahrsblätter der Gesellschaft zu Fraumünster 2006 bis heute
| Jahr | Name                        | Autorinnen                                                                | ISBN/ISSN         | Ehrungsjahr | Standort der Gedenktafel                                                 |
| ---- | --------------------------- | ------------------------------------------------------------------------- | ----------------- | ----------- | ------------------------------------------------------------------------ |
| 2006 | Barbara Schaufelberger      | Jeannette Röthlisberger                                                   | 978-3-9523176-1-7 | 2006        | Haus «Zur kleinen Bibel» Storchengasse 19, Zürich                        |
| 2007 | Hulda Zumsteg               | Catherine Ziegler Peter                                                   |                   | 2007        | –                                                                        |
| 2007 | Anna Zwingli-Reinhart       | Susann L. Pflüger                                                         | 978-3-9523176-2-4 | 1999        | Schifflände 30, Zürich                                                   |
| 2008 | Lydia Welti-Escher          | Thomas Wagner, Willi Wottreng, Susann L. Pflüger                          | 978-3-9523176-2-4 | 2008        | Lydia-Welti-Escher-Hof, Zürich                                           |
| 2009 | Elisabeth von Wetzikon      | Susann L. Pflüger                                                         | 1663-5264         | 2009        | –                                                                        |
| 2009 | Emilie Kempin-Spyri         | Eveline Hasler, Marcel Senn, Brigitte Tag                                 | 1663-5264         | 2004        | Rechtswissenschaftliches Institut der Universität Zürich, Rämistrasse 74 |
| 2010 | Marie Heim-Vögtlin          | Verena E. Müller                                                          | 1663-5264         | 2010        | Hottingerstrasse 25, Zürich                                              |
| 2010 | Lux Guyer                   | Susann L. Pflüger                                                         | 1663-5264         | 1997        | Bahnhofstrasse 71, Zürich                                                |
| 2011 | Charlotte Birch-Pfeiffer    | Susann L. Pflüger, Veronika Klaus Buchegger                               | 1663-5264         | 2011        | Schauspielhaus Zürich am Heimplatz                                       |
| 2012 | Elisabeth Feller            | Susann L. Pflüger, Rosmarie Zapfl-Helbling, Rosmarie L. Michel            | 1663-5264         | 2012        | Stockerstrasse 9                                                         |
| 2012 | Laure Wyss                  | Silvia Mathieu                                                            | 1663-5264         | 2003        | Winkelwiese 6                                                            |
| 2013 | Rosa Gutknecht              | Irene Gysel, Andrea Spörri-Altherr, Alexia S. Zeller                      | 1663-5264         | 2013        | Haus «Zum Loch», Zwingliplatz 1                                          |
| 2014 | Emilie Lieberherr           | Catherine Ziegler Peter                                                   | 1663-5264         | 2014        | –                                                                        |
| 2014 | Gertrud Heinzelmann         | Barbara Kopp                                                              | 1663-5264         | 2001        | Münzplatz 3 (verschwunden)                                               |
| 2015 | Mathilde Escher             | Susann L. Pflüger, Irene Gysel, Carlo Wolfisberg                          | 1663-5264         | 2015        | St.-Anna-Kapelle, St.-Anna-Gasse 11, Zürich                              |
| 2015 | Anna Waser                  | Susann L. Pflüger                                                         | 1663-5264         | 1998        | Haus «Zur Alten Post», Münstergasse 19, Zürich                           |
| 2016 | Maria Fierz                 | Andrea Spörri-Altherr, Ursula Blosser, Andrea Gisler                      | 1663-5264         | 2015        | Am Schanzengraben 29, Zürich                                             |
| 2016 | Katharina von Zimmern       | Susann L. Pflüger                                                         | 1663-5264         | 2000        | Haus «Zum Mohrenkopf», Neumarkt 13, Zürich                               |
| 2017 | Anna Bullinger-Adlischwyler | Rebecca A. Giselbrecht, Andrea Spörri-Altherr                             | 1663-5264         | 2017        | Zwingliplatz 4, Zürich                                                   |
| 2018 | Julie Heierli               | Christine Burckhardt-Seebass, Johannes Schmid-Kunz, Andrea Spörri-Altherr | 1663-5264         | 2018        | –                                                                        |
| 2019 | Regelinda                   | Jeannette Röthlisberger, P. Thomas Fässler OSB                            | 1663-5264         | 2019        | Ufenau, bei der Reginlinden-Kapelle St. Martin                           |

Bezug der Neujahrsblätter bei der Gesellschaft zu Fraumünster.

## Weitere Frauenehrung
2002 ehrte die Gesellschaft zu Fraumünster Hedwig ab Burghalden und im Jahr 2005 Mileva Einstein-Maric. Ein Neujahrsblatt zu ihren Personen wurde noch nicht herausgegeben.